# わが教え子、ヒトラー
『わが教え子、ヒトラー』（わがおしえご、ヒトラー、Mein Führer – Die wirklich wahrste Wahrheit über Adolf Hitler）は、2007年のドイツのコメディ映画。監督はダニー・レヴィ、出演はウルリッヒ・ミューエとヘルゲ・シュナイダーなど。アドルフ・ヒトラーに演説を指導したパウル・デブリエンの手記を下敷きにしている。

## ストーリー
第二次世界大戦末期の1944年12月25日。心を病んだヒトラーは執務室に引きこもっていた。ゲッベルスは国民の士気を高めるため、1945年1月1日にヒトラーの演説を計画する。ゲッベルスはヒトラーの演説講師として、1928年にヒトラーの演説を指導した実績を持つユダヤ人俳優で演劇学の権威であるアドルフ・グリュンバウムをザクセンハウゼン強制収容所から呼び出した。グリュンバウムは悩んだ末、家族を収容所から解放することを条件に演説指導を引き受けたが、家族と再会したグリュンバウムは、妻のエルザに「演説指導中にヒトラーを殺すつもりだ」と打ち明ける。
しかし、演説指導を重ねる内にグリュンバウムはヒトラーから過去のトラウマを聞き、ヒトラーに親近感を抱き始め暗殺を躊躇してしまうが、ヒトラーは演説指導を通じて、グリュンバウムへの信頼を厚くしていく。一方、ボルマンやシュペーア、ラッテンフーバーらナチスの幹部たちからはグリュンバウムにヒトラーの演説指導を行わせることに反対する意見が出始め、特にユダヤ人問題を統轄するヒムラーは強硬に反対する。ゲッベルスはヒムラーに「ユダヤ人問題を正当化するため、グリュンバウムを犯人に仕立て上げヒトラーを暗殺する」と打ち明け、陰謀の仲間に加える。
演説を翌日に控えた12月31日。ゲッベルスとヒムラーの陰謀の「グリュンバウムがヒトラーを暗殺する」という部分だけを偶然聞いたシュペーアは、グリュンバウムを処刑するようにヒトラーに進言するが、ヒトラーはその話を信じようとはしなかった。新年を迎えた深夜、ヒトラーは孤独と不安に追い詰められ、グリュンバウム一家のいる部屋に向かい、グリュンバウム夫妻のベッドで眠りに就く。ヒトラーが眠ったのを確認したエルザはヒトラーを殺そうとするが、グリュンバウムはそれを止めさせる。
演説当日の1月1日早朝。グリュンバウムは妻子の安全をヒトラーに約束させ、演説に同行する。しかし、理容師が誤ってヒトラーの髭を剃り落してしまい、激怒して叫び声を挙げたヒトラーは喉を痛めて演説が出来なくなってしまう。ヒトラーはグリュンバウムの声に合わせて口パクすることを提案し、暗殺用の時限爆弾の爆破時間が迫っていたゲッベルスはこれを了承する。グリュンバウムは演説台の下に隠れて演説文を読み始めるが、途中からヒトラーから聞いたトラウマを話始め、ヒトラーの本当の姿を語り出す。しかし、これに激怒したヒムラー、暗殺を実行すると思い込んだシュペーア、監視役のリンゲから銃撃され、グリュンバウムはその場に倒れ込む。銃声に驚き演説台の下を覗き込んだヒトラーは、そこに設置されていた時限爆弾の存在に気付き演説台を離れた。その直後に時限爆弾が爆発し、グリュンバウムは爆発に巻き込まれ死んでしまう。

## キャスト
カッコ内は日本語吹替
- アドルフ・グリュンバウム教授: ウルリッヒ・ミューエ（をはり万造）
- アドルフ・ヒトラー: ヘルゲ・シュナイダー（ドイツ語版）（浦山迅）
- ヨーゼフ・ゲッベルス: シルヴェスター・グロート（金尾哲夫）
- エルザ・グリュンバウム: アドリアーナ・アルタラス（ドイツ語版）（中村まり子）
- アルベルト・シュペーア: シュテファン・クルト（ドイツ語版）（上城龍也）
- ハインリヒ・ヒムラー: ウルリッヒ・ノエテン
- ヨハン・ラッテンフーバー: ランベルト・ハーメル（ドイツ語版）
- マルティン・ボルマン: ウド・クロシュヴァルト
- エーリヒ・ケンプカ: アクセル・ヴェルナー
- ハインツ・リンゲ: ラース・ルドルフ（ドイツ語版）
- テオドール・モレル: ベルント・シュテーゲマン
- エヴァ・ブラウン: カッチャ・リーマン

## 製作

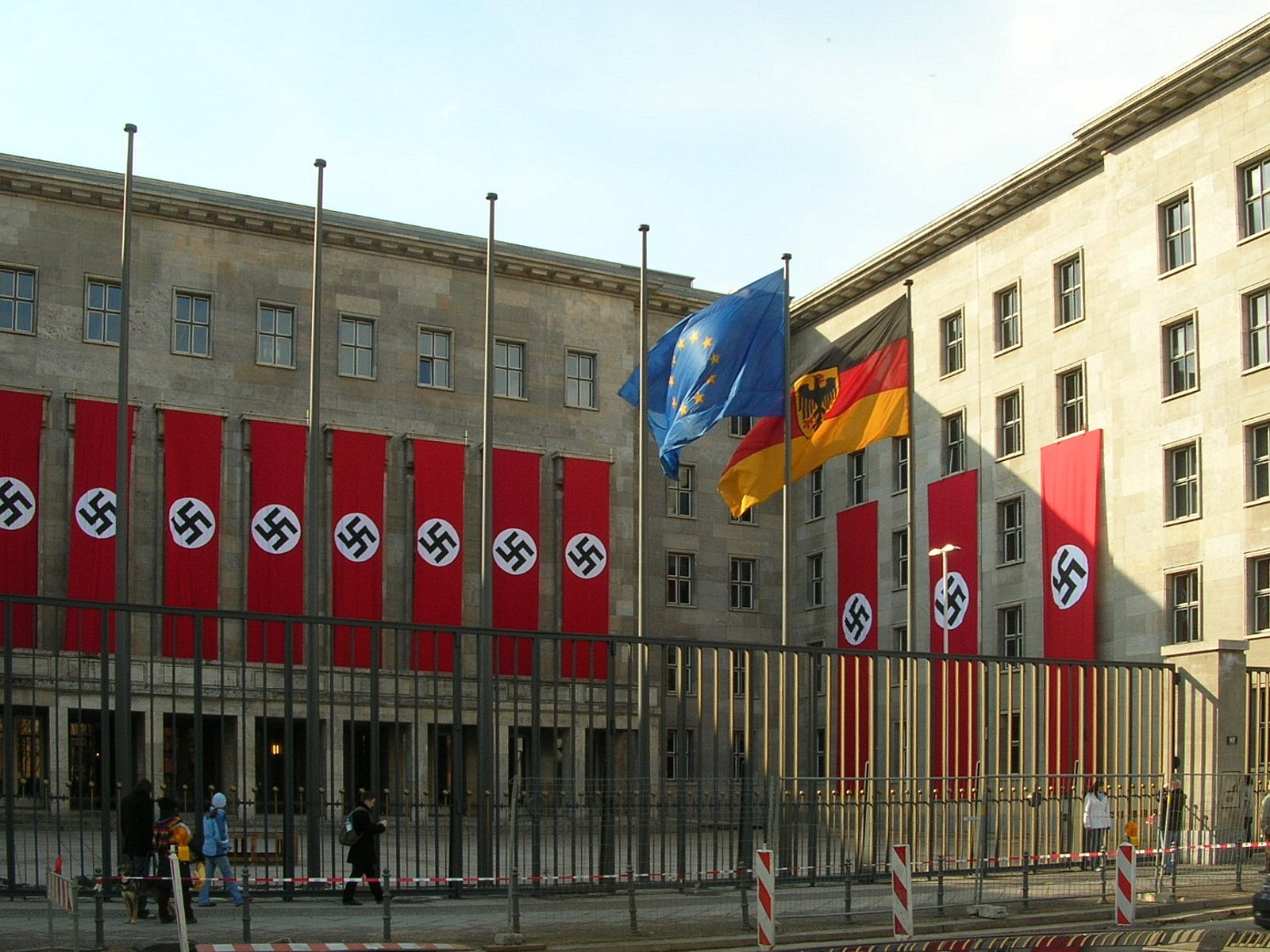
2006年3月、撮影に使用された連邦財務省（旧ドイツ航空省）

ナチスからの迫害を避けるためにドイツを亡命した母親を持つ監督のダニー・レヴィは、「ナチスの台頭やホロコーストが何故可能な状態となったのか」という問題提起を目的とし、従来のナチスを題材とした映画で描かれている「ナチスへの畏敬や栄光」といった概念を排除するために、本作をコメディー映画として制作している。本作ではドイツ人であるパウル・デブリエンに当たる人物がユダヤ人に変更されているが、レヴィはその理由として「映画は現実の幻想であり、歴史をそのまま再構築するのは不可能なので、現実とは別のリアリティを作ろうと思った」と語っている。
2006年1月から3月にかけて、ポツダムのベルリナー・シュトラーゼやスタジオ・バーベルスベルク、ベルリンのドイツ連邦財務省・ベルリン大聖堂などで撮影が行われた。製作にはNRWフィルム財団、ドイツ連邦映画協会、メディエンボード ベルリン・ブランデンブルク、ヘッセン投資銀行が出資している。

## 評価
本作の公開後、ドイツでは「ヒトラーをコメディーのネタにするべきではない」という批判が起こった。また、ヒトラーが独裁者としてではなく、観客の同情を誘う人間的な描かれ方をされていることにも批判の声が挙がった。劇作家ロルフ・ホーホフートは、「ヒトラーがユダヤ人かのように描かれ、不可解な歴史改竄が行われている」と批判している。

## 賞歴
受賞
- サンフランシスコ・ユダヤ映画祭：表現の自由賞
- ドイツ批評家協会賞：最優秀男優賞（ウルリッヒ・ノエテン）

ノミネート
- ドイツ映画賞：最優秀助演男優賞ノミネート（シルヴェスター・グロート）

正式出品
- モスクワ国際映画祭：コンペティション部門
- モントリオール世界映画祭：コンペティション部門
- バルティック・パール映画祭
- コペンハーゲン国際映画祭
- ドイツ映画祭
- ワルシャワ国際映画祭